# シロシビン
シロシビンあるいはサイロシビン（Psilocybin、4-ホスホリルオキシ-N,N-ジメチルトリプタミン）は、マジックマッシュルームと一般に称されるキノコに含有される成分で、幻覚剤に分類される、インドールアルカロイドの一種。シロシン（Psilocin）のプロドラッグであり、つまり、同じく菌内で共存しているシロシンのリン酸エステルであり、体内でシロシビンの加水分解により作用の主となるシロシンとなる。シビレタケ属やヒカゲタケ属といったハラタケ目のキノコに含まれる。
セロトニンに類似した物質であり、セロトニン受容体の5-HT2A受容体に主として作用する。依存性はない。神秘体験を生じさせ、幸福感や生活の満足度を体験後も長期的に増加させる。イギリスでは、治療抵抗性うつ病や、禁煙に対する効果の臨床試験が進行している。2018年にはアメリカ食品医薬品局(FDA)が第IIb相の治験を承認、画期的治療薬に指定。
リゼルグ酸ジエチルアミド (LSD) とも似た化学構造を持ち、作用も似ている。向精神薬に関する条約で規制されている。日本では麻薬及び向精神薬取締法により、シロシンと共に厳しく規制されている。

## 歴史

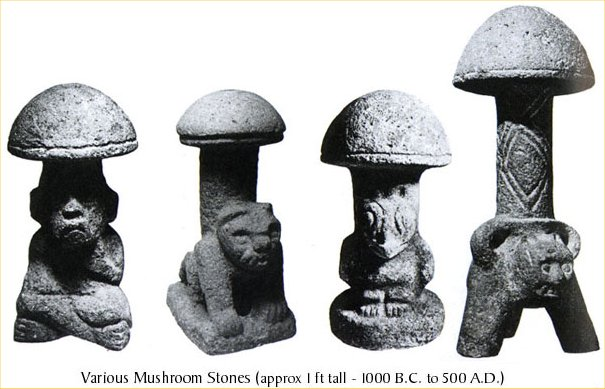
マヤ文明のキノコ石。

シロシビンを多く含む幻覚性キノコは、かなり古くからメキシコやバリ島などでシャーマニズムに利用されてきた。
1957年にアメリカの菌類学者のロバート・ゴードン・ワッソンによるメキシコ実地調査の記録がアメリカの『ライフ』で「魔法のきのこを求めて』として掲載されキノコの存在が公になる。フランス国立自然史博物館の館長のロジェ・エイムはワッソンに同行したりして、この地方を探検し、シロシベ・メキシカーナ・アイムと名付けた種のキノコを自分の研究室で人工栽培した。このキノコから成分を抽出しようという研究が同博物館において行われることとなり、製薬会社のメルク社とスミス・クライン・アンド・フレンチ社も研究グループを使って取り組んだが、成果を得ず、エイムはパリのサンド社を介して問い合わせた。スイス本社でLSDを合成したアルバート・ホフマンの研究経験が生かされるのではということで、エイムはホフマンを訪れ、サンド社においてもホフマンの元で研究が行われた。エイムが栽培したキノコが用いられ分離してみるが結果を経ず、LSDの場合と同様に、ホフマンは自ら生体実験を行い強い作用を示し、そして多くの同僚がモルモットになってくれたおかげで、最終的に純粋な成分を蒸留しシロシン、シロシビンと名付けられた。ホフマンとその同僚とエイムは研究に従事し、当初はキノコに品種改良を施し論文を寄稿し、化学構造の特定などを行っていった。

## 性質
シロシビンはシロシンのリン酸エステルであり、どちらも同様の作用があるが、シロシンの分子は不安定で酸素によって急速に破壊されるが、シロシビンは極めて安定した物質である。LSDと共通の化学特性および化学構造がある。生物が生じさせるインドール化合物について重要な物質である。脳内の神経伝達物質であるセロトニンに近い化学構造を持つ。熱に安定しており、紅茶、スープ、シチュー、オムレツといった調理では破壊されない。シロシビンは水溶性であり、シロシンは脂溶性である。

## 合成
シロシビンは、生合成的にトリプトファンに由来するアルカロイド（インドールアルカロイド）で、脱炭酸されたトリプトファンはトリプタミンとなり、それがインドールアルカロイドの前駆体となる。
Dirk Hoffmeisterらのチームは、ミナミシビレタケの全ゲノム配列を解明し、キノコの遺伝子を大腸菌にスプライシングしてシロシビンを生産することを可能とし、シロシビンの工業生産につながる発見をしている。こうしたシロシビンを産生する菌類（キノコ）においては、アミノ酸のトリプトファンに由来する代謝物である。

## 薬理作用
脂溶性のシロシンが中枢神経系に容易に移行し作用の主体となる。シロシビンはアルカリホスファターゼや一般的なエステラーゼによって加水分解されシロシンとなる。セロトニンに類似した物質であり、セロトニン受容体の5-HT2A受容体に主として親和性がある。
症状は、摂取してから30分ほどで悪寒や吐気を伴う腹部不快感があり、1時間も過ぎると瞳孔が拡大して視覚異常が現れ始め、末梢細動脈は収縮して血圧が上がる。言わば、交感神経系が興奮した時と似た状態である。2時間ほど後には幻覚、幻聴、手足の痺れ、脱力感などが顕著に現れて時間・空間の認識さえ困難となる。
4～8時間でほとんど正常に戻る。作用が似ているLSDでは8-12時間である。

## 薬物動態
摂取後は速やかに加水分解されてシロシンとなり、腎臓・肝臓・脳・血液に分布する。ヒトの中毒量は5-10mg程度（乾燥したシロシベ・クベンシスで1-2g相当）。15mg以上も摂取すると、LSD並の強烈な幻覚性が発現する。成長したヒカゲシビレタケ、オオシビレタケで2、3本、アイゾメシバフタケだと5、6本で中毒する。分離したシロシビンを直接静脈注射すると、数分で効果が現れる。
LSDあるいはメスカリンと同時に摂取した場合、類似の構造をもつ物質であるために交差耐性ができる。

## 心理的作用

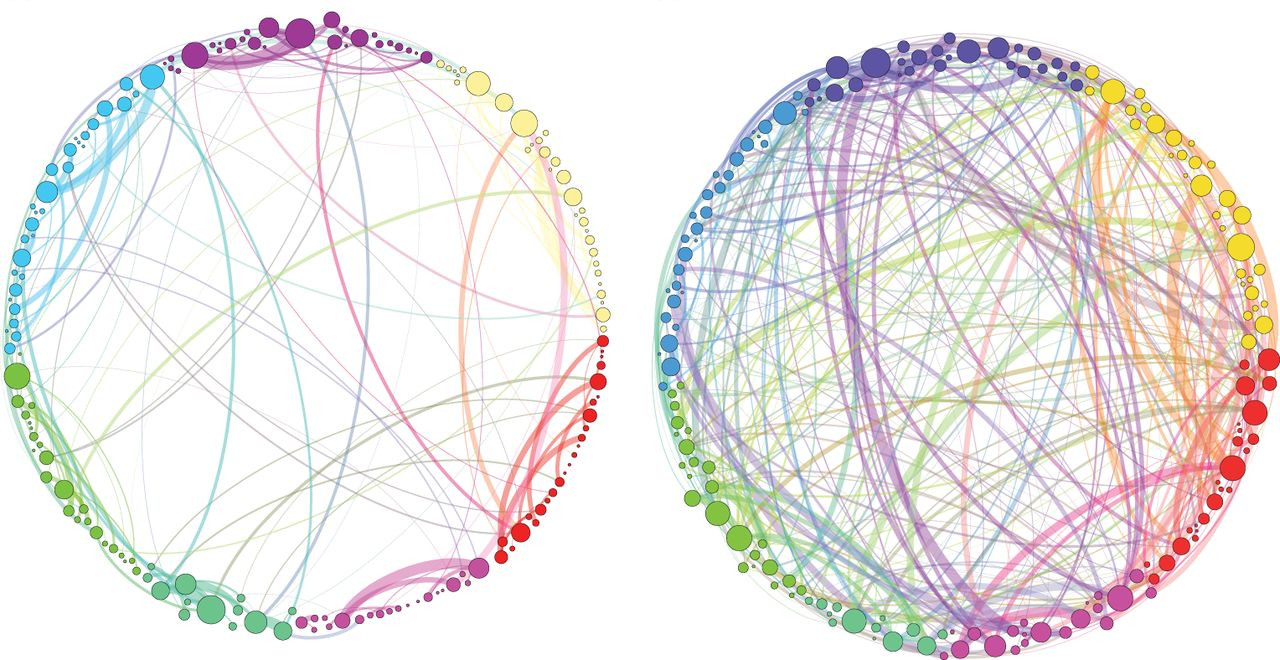
脳の異なる部位が連絡して働く様子を視覚化した図。右：シロシビン影響下にて脳の各部位は多様に連絡しあう。左：通常時。

シロシビンの影響によって知覚の意味の変化、基本的な視覚の変容、鮮やかな視覚、視聴覚の共感覚などが生じ、不安感は低下し幸福感や一体感を生じる。幻覚性のキノコの成分であるシロシビンの体験からは、神秘的な、あるいは深遠な体験が多く、神聖さ、肯定的な気分、時空の超越、語りえない（表現不可能）といった特徴があった。
以下は、いずれも小規模な研究である。宗教的に用いられてきたため、二重盲検法を実施し、支持的な条件でシロシビンが投与された場合に、神秘体験が生じたことが確認された。別の研究では、神秘体験が生じることによってパーソナリティ（人格）の開放性を増加させ、それは1年後でも持続していたことが判明した。
また別の研究では、72%が完全な神秘体験を報告し、83%が生涯で最もスピリチュアルな体験だと評価し、94%が幸福感や生活の満足度を増加させたことを報告し、これらは14か月後にも維持されており、最も多かった行動の変化は家族や他者との良好な社会関係や、身体や精神の自己管理の増加、スピリチュアルな実践の増加であった。この研究では、低用量と高用量のシロシビンが比較され、低用量では少なかった極度の恐怖感や妄想は、高用量で頻繁に発生し、しかし研究は十分に監督されていたため支持的な環境でうまく管理され多くは短時間でおさまり、さらに完全な神秘体験を報告する比率に影響を及ぼしていなかった。12か月後でも、自然環境とのつながり（自然関連性）を増加させ、権威主義的な見解を減少させていた。瞑想などの精神的な訓練を受講した参加者にシロシビンを与えた研究があり、低用量よりも高用量の場合に急性あるいは持続的な効果を生じ、対人関係、感情、人生の意味、寛容さ、死の超越などといった要素に肯定的な評価があった。

## 副作用
シロシビンの致死量は、標準使用量の1000倍であり、これが狭いものは例えばアルコールは約11倍である。痙攣や昏睡などの重症例は極めて稀で、死亡するようなことはまずないが、幼児や老人が大量に摂取すると重篤な症状に陥ることもある。
制御された条件（臨床試験のこと）で害の兆候はなく、依存性もない。他の副作用としては、バッドトリップを体験することがある。
視覚的体験が再燃する幻覚剤後知覚障害 (HPPD) について、シロシビンを用いたいくつかのランダム化比較試験では報告されていない。シロシビン使用後に起こって持続する精神医学的な症例報告はほとんどない。むしろ生涯におけるシロシビンの使用は、精神医学的な入院や薬の処方が少ないことに関連している。
シロシビン単体ではないが、シビレタケ属の一種で、シロシビン含有量の多いキノコ、Psilocybe baeocystisを子供が誤食して死亡した例が海外で報告されている。高熱と痙攣を繰り返したという。

### 中毒
活性炭が投与できれば胃洗浄は不要である
。発作などの重症はきわめてまれで、死亡例もほとんどない。刺激の少ない部屋で6時間ほど経過観察し、興奮があれば2-5mgのジアゼパム、幻視があれば1-2mgのリスペリドンを用いる。トライエージでのシロシンの検出はできない。

## 医療用途

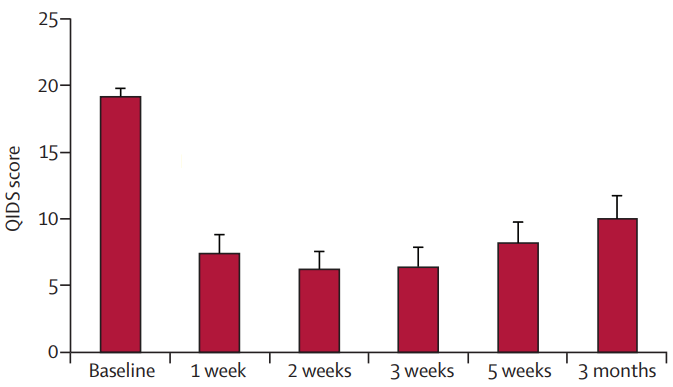
シロシビンによる治療後のうつ病度の平均値 (QIDS尺度)。16点以上で重症、5点未満でうつ病ではない。1週間後の計測時点で効果が見られた。値は3か月後に42%の人々がうつ病でなかった際の平均値。 6か月後の調査では、3か月と6か月では似たような値だった。

2018年にはアメリカ食品医薬品局(FDA)が、コンパス・パスウェイ社による第IIb相の治験を承認し、既存の抗うつ薬による治療に失敗した治療抵抗性のうつ病を対象とし、臨床試験は北米と欧州の様々な国で実施されることになる。さらに、FDAによる画期的治療薬に指定され、承認プロセスが迅速化される。
またCybin社は、幻覚体験の時間を短縮できるシロシビンの舌下フィルムを開発し、2021年には第IIa相の治験が進行している。通常のシロシビンでは（治療時間となる）効果の持続時間に6時間かかるが、Cybin社の重水素化シロシビンでは半分にできるという。この点では、より短縮化した30分までの治療時間となるDMTや5-MeO-DMTの治験も進行している（それぞれの記事を参照）。
イギリスでは、医学研究審議会（MRC）の資金提供を受け、2015年に治療抵抗性うつ病に対する研究が開始され、その結果、8年から30年のうつ病を患う患者12人の約半分は（1週間目で67%、3か月目で42%）、服用体験から3週間後に寛解に達していた（うつ病の基準を満たさなかった）。6か月後の追跡調査でも、3か月後の効果が保たれていた。59人での別の調査では、3週間後に2回目の25mgのシロシビンを服用した計6週間後の寛解率はシロシビンで57%、既存の抗うつ薬エスシタロプラムを毎日服用したグループでは28%だった。
進行がんにおける不安においては、二重盲検で1か月と3か月後にも不安を減少させていた。また進行がんに伴う死への欲求や自殺念慮について、シロシビンを使った心理療法から8時間後、6か月半後の計測から急速かつ持続的な減少効果があり、生きる意味の喪失感については3.2年後、4.5年後にも計測し持続的に減少効果があった。
2000年ごろには、アメリカでは、強迫性障害や、群発頭痛にシロシビンの臨床試験を行ない、一定の効果を得たという報告もある。強迫性障害では、9人の小規模な研究であるが、シロシビン摂取から24時間にわたり被験者の約67%が症状の尺度の点数を半分以上を減少させ、わずかな人数では1週間後にも改善が続いていた。
シロシビンと認知行動療法を併用して、ニコチン依存症（たばこの喫煙）に対する治療研究もなされている。禁煙のためにシロシビンを用いた被験者15人の予備的な研究が行われており、半年後では、心理療法やほかの薬物療法の通常35%未満の禁煙率よりも大幅に多い80%という経過が報告されている。アルコール依存症では、被験者10人中の数人は試験から脱落や除外があったが、36週目でも飲酒を減少させていた。
アメリカの成人の全国調査では、19万人から生涯におけるシロシビンとLSDが、心理的苦痛や自殺思考、また自殺計画や自殺企図の減少と関連していることが分かった。

## 法規制

デビッド・ナットら薬物に関する独立科学評議会（ISCD）による2010年に『ランセット』に掲載された薬物の相対的な有害性に関する論文。マジックマッシュルームは最下位の有害性である。

成分のシロシビンとシロシンは、国際条約としては、向精神薬に関する条約が1971年に採択され、日本は1990年にこの条約に加盟している。この条約ではシロシビンは「乱用されるが医療用途がない」というスケジュールIに指定されている。この条約の第32条4項は、含有成分の自生国における少数集団による伝統的な使用を除外している。国連の国際麻薬統制委員会が2001年にオランダ保健省に向けた返答からは、シロシビンとシロシンを含む植物や天然素材について国際規制はしていないということである。そのためシロシビンを含有するキノコの扱いは各国の法律により様々である。
さらに、菌核にはシロシビンが含まれているため、キノコを禁止した国にてマジックトリュフとして流通しているという例もある。

### 日本
日本では2002年から、シロシンおよびシロシビンを含有するきのこ類を、「麻薬、麻薬原料植物、向精神薬及び麻薬向精神薬原料を指定する政令」の第2条で麻薬原料植物として規制対象にしている。
麻薬及び向精神薬取締法では厚生労働大臣の許可なく栽培することが禁じられており、同時に同法では麻薬成分を自然に含む植物を麻薬として扱わない規定が、麻薬原料植物の指定を受けて適用されなくなる。許可なく「輸入し、輸出し、製造し、製剤し、小分けし、譲り渡し、譲り受け、交付し、施用し、所持し、又は廃棄してはならない」と定められ、違反すれば罰せられる。
2009年の警視庁の見解によれば、マジックマッシュルームが成長しシロシビンを形成していない段階である胞子の所持は違法ではない。
日本国内に自生しているシロシビンを含むきのこや菌類があるため、人里や山野にて容易に観察することができる。一方、キノコの研究者の間からは疑問視する声もある。

### イギリス
2005年に1971年薬物乱用法のクラスAに指定される。
従来、同法ではシロシンと犯罪との関連性の証拠がないまま、シロシンとシロシビンがクラスAに指定されており、乾燥、包装、調理など「準備」されていないことを条件にマジックマッシュルームは規制されていなかった。2005年薬物法の21節にて、どんな形態のキノコも違反とする修正を施すために、政府が薬物乱用諮問委員会 (ACMD) の助言を求めることとなっていたが、その機会が与えられないまま、この修正は施行された。そのため、有害性についての、他のクラスA薬物と同等の害を及ぼすという科学的証拠がなく、1993年からヘロインによる5737件の死亡証明書があった一方、キノコでは1件であり、間違った分類になっているという証拠がある。

### アメリカ
シロシビンおよびシロシビンを含むきのこ菌類の非犯罪化、医療、治療合法化、一般使用の合法化の動きは、市、地域単位から州単位に拡大しつつある。2021年現在、シロシビンは米国連邦政府レベルではスケジュールIの違法薬物である。

アメリカ合衆国におけるシロシビンの非犯罪化。多数はシロシビンだけでなく幻覚剤を非犯罪化している。
----
非犯罪化した地域
非犯罪化した地域のある州
いかなる使用も禁止

アメリカ合衆国におけるシロシビンの非犯罪化も参照。2005年以前には、アメリカのほとんどの州で、キノコは規制物質法で規制されたシロシビンの「容器」であると考えられ違法であるとみなされていた。アメリカのほとんどの州で胞子の所持は合法である。

#### ニューメキシコ州
ニューメキシコ州では、2005年にマジックマッシュルームの栽培はシロシビンの製造ではないとして州法の薬物不正取引防止法の元では無罪とする判決があり、裁判所は大麻の栽培は薬物の製造ではないとする1999年の判決を引用した。

#### カルフォルニア州
カルフォルニア州で、2017年冬の報道によると、娯楽的なマジックマッシュルームの使用を非犯罪化するための2018年のの住民投票に向けて署名を募っていた。その成分シロシビンがうつ病、依存症などに役立つ可能性があるため役立てたいとのこと。
カリフォルニア州オークランドで2019年6月に、マジックマッシュルームを含む自然な（植物や菌類の）幻覚剤を非犯罪化した。
2020年2月、カリフォルニア州サンタクルーズでマジックマッシュルームを含む自然な幻覚剤を非犯罪化した。
非犯罪化されたオークランドでは、2020年8月に州法との矛盾が原因で 大麻とキノコの教会 Zide Door Church of Entheogenic Plants に警察が突入し、逮捕はなかったものの大麻とキノコを没収するという事件が起こり、こうした事態を防止するために州法での非犯罪化が検討された。2021年2月には、カリフォルニア州の議員が法案を提出、シロシビン、MDMA、LSD、ケタミン、DMT、メスカリンなど幻覚剤を非犯罪化することが狙い。2021年9月16日カリフォルニア州司法長官が、この法案の署名集めを承認した。

#### ミシガン州
ミシガン州アナーバーで、2020年9月、幻覚剤の菌類や植物を非犯罪化した。

#### オレゴン州
オレゴン州のオレゴン・シロシビン協会 (Oregon Psilocybin Society) は心理療法を行う夫婦によって運営されており、近年の治療研究があるため、監督下で使用するため2020年に投票法案が策定できるよう活動していた。
オレゴン州では1973年、アメリカ国内で初めてマリファナ（大麻）が非犯罪化された伝統を守り、2020年11月3日に行われたオレゴン州の住民投票で、ハードドラッグを含む、多くの薬物の少量所持が非犯罪化される法案（第110法案)が、可決され、国内における麻薬戦争に終止符をうち始めた。麻薬中毒を１５年間で半分に減らしたポルトガルほどではないが、オレゴン州内での少量の違法薬物所持については、法案110の可決にともない、認定薬物アルコールカウンセラーのもとで健康診断を受けるか、罰金100ドル（約10,512円）を収めるかのいずれかに問われる。また薬物依存者の治療や支援のための予算が拡充される。同じ住民投票で、別の法案である、シロシビンマッシュルームサービスプログラム（第109法案)も可決された。ハードドラッグを含む多くの薬物の非犯罪化も、シロシビンマッシュルームサービスの合法化も、州レベルとして可決するのは全米で最初である。シロシビンのサービスをする施設と、シロシビンサービスファシリテーター、シロシビンの製造者に州の免許を与えてサービスを提供する。2021年現在、シロシビンのきのこによる製造過程において、最初はクベンシス(ミナミシビレタケ)だけに限るかどうかが検討されている。シロシビンファシリテーターのトレーニングは200時間程度になる模様。色々な学校教育団体が、州に認定されたシロシビンファシリテーターの教育機関になるために準備を進めている。各種ホテル、リゾート施設なども、シロシビンサービス施設のライセンスを取るための投資、準備を始めている。2024年2月現在19の施設にオレゴン州からライセンスが発行されており、ポートランド周辺でも、３箇所程度営業が開始されている。個人セッションかグループセッションか、摂取量が多いか少ないか、などによって、料金は800ドルから3800ドル程度。予約は数ヶ月以上先まで、埋まっている所が多い。

#### コロラド州
コロラド州で2018年の報道では、1つのグループは、州全体ではなくデンバー市において2018年11月の投票を目指しており、活動には大麻合法化に関わった人物が参加し、もう一方のコロラド・シロシビン・イニシアチブと呼ばれる別のグループは、治療目的のシステムを用意できるよう2019年か2020年にコロラド州での投票を目指している。
コロラド州デンバーで2019年5月にマジックマッシュルームが非犯罪化され、2022年にはコロラド州全体で非犯罪化を行う投票のための住民運動を予定している。

#### ワシントンDC
ワシントンDCで、2020年11月、幻覚剤の使用を起訴の優先事項としない（ほかの薬物事犯を起訴する）という内容の法案を可決。アメリカ合衆国におけるシロシビンの非犯罪化も参照。

## 規制の弊害
上述のような副作用に比して、また治療研究も存在するが、国連の向精神薬に関する条約におけるスケジュールI（最も厳しい規制）を順守するには、50回分である1グラムを生産するのに10万ポンド（約1500万円）となっており、これを扱えるライセンスを持つ病院は少なく、警察の巡回や保管と輸送に関する難儀な規則があり、より有害な薬物よりも5-10倍の費用がかさむことになる。つまり厳しい規制は害を防止するよりも、害を引き起こす可能性の方が高い。

## シロシビンを含む菌類
シロシビン、シロシンを含むのはハラタケ目のキノコで、同じ種でも採取場所や時期によっても含有量は異なってくるが、特に多量にシロシビンを含む属として、前述のシビレタケ属、ヒカゲタケ属と、日本では小笠原諸島などに分布する熱帯性のアイゾメヒカゲタケ属（旧分類）が挙げられる。わずかでも含むものも数えれば、その数は200種以上にも及ぶ。その中には、シロシビン以外の毒が共存するキノコも少なからず存在する。
日本で法規制前に、合法ドラッグとして市販されていたシロシビン含有キノコの代表的なものとして、シロシベ・クベンシス（ミナミシビレタケ）、シロシベ・アズレンシス（P. azurenscens）、シロシベ・メキシカーナ（俗名：メキシカン／P. mexicana）、コーポランディア・サイアネンシス（俗名：ハワイアン／アイゾメヒカゲタケ／Copelandia cyanescens）などの北中米原産種がよく知られる。
あくまでも、日本での規制対象はシロシビンを含有するキノコ類であるが、2002年の規制時に取り締まり種として通達されたものは、シビレタケ属 Psilocybe の、ヒカゲシビレタケ P. argentipes、ミナミシビレタケ（別名：ニライタケ） P. cubensis、アイセンボンタケ P. fasciata、ヤブシビレタケ P. lonchophorus （日本での自生は未確認）、オオシビレタケ P. subaeruginascens、アイゾメシバフタケ P. subcearulipes、シビレタケ P. vanenata。ヒカゲタケ属 Panaeolusのワライタケ P. papilionaceus、ヒカゲタケ P. sphinctrinus （ワライタケと同じもの）、センボンサイギョウガサ P. subbalteatus。アイゾメヒカゲタケ属の Copelandia、アイゾメヒカゲタケ C. cyanescens。また、海外種としてシロシベ・タンパネンシス Psilocybe tampanensis。

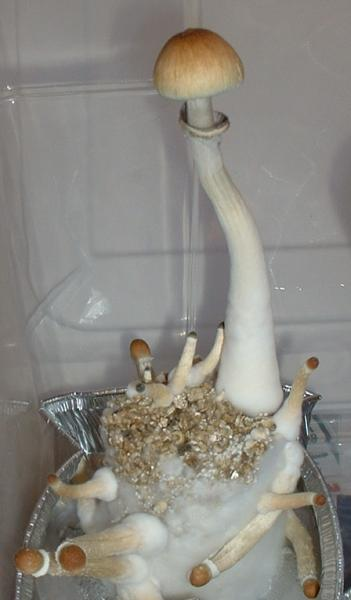
ミナミシビレタケ Psilocybe cubensis のパック栽培。

フウセンタケ科 Cortinariaceae
ケコガサタケ属 Galerina （猛毒のα-アマニチンも含む）
チャツムタケ属 Gymnopilus
アセタケ属 Inocybe
オキナタケ科 Bolbitiaceae
フミヅキタケ属 Agrocybe
コガサタケ属 Conocybe
ヒカゲタケ属 Panaeolus
ジンガサタケ属 Anellaria
アオゾメヒカゲタケ属 Copelandia
ヒメシバフタケ属 Panaeolina
モエギタケ科 Strophariaceae
クリタケ属 Hypholoma （ニガクリタケは猛毒）
シビレタケ属 Psilocybe
キシメジ科 Tricholomataceae
ヒナノヒガサ属 Gerronema
クヌギタケ属 Mycena
ウラベニガサ科 Pluteaceae
ウラベニガサ属 Pluteus
また、幻覚性があると報告されていた苔癬のDictyonema huaoraniから、本種と共通する幻覚性物質の存在が示唆されている。

## 映画
- A New Understanding: The Science of Psilocybin - 2015年のドキュメンタリー。シロシビンによる不安、抑うつ、身体的な痛みを緩和する治療研究を特集している。
- 心を変える方法（ミニシリーズ）- 2022